# GS Brogliaccio
GS Brogliaccio (fullständigt namn: Gruppo Sportivo Brogliaccio) var en volleybollklubb från Ancona, Italien. Klubben grundades 1967. Laget hade tidigt en framstående ungdomsverksamhet med flera vunna nationella mästerskap på ungdomsnivå under 1970- och 1980-talen. Laget debuterade säsongen 1976-1977 i serie A (den högsta serien i Italien, sedan 1977 kallad serie A1). De etablerade sig i högsta serien där de ofta tillhörde toppskiktet, även om de aldrig lyckades bli mästare. Internationellt vann laget CEV Cup 1987-1988 (numera kallas tävlingen CEV Challenge Cup) och cupvinnarecupen 1993-1994 (numera kallas denna tävling CEV Cup). Efter att klubben åkt ut ur serie A1 1996 valde klubben att inte ställa upp i serie A2 följande säsong.